# Molophilus (Molophilus) tetracanthus
Molophilus (Molophilus) tetracanthus is een tweevleugelige uit de familie steltmuggen (Limoniidae). De soort komt voor in het Neotropisch gebied.